# ديماسي
الديماسي أو فأر الخلد الديماسي (الاسم العلمي: Cryptomys)، جنس قوارض من فصيلة العرميات، متوطن في أفريقيا وتم نقل أغلب الأنواع في عام 2006 إلى جنس فوكوميس.